# Tonggol
Tonggol (Thunnus tonggol) är en fiskart som först beskrevs av Bleeker, 1851.  Tonggol ingår i släktet Thunnus och familjen makrillfiskar. IUCN kategoriserar arten globalt som otillräckligt studerad. Inga underarter finns listade i Catalogue of Life.